# Dietrich von Denffer

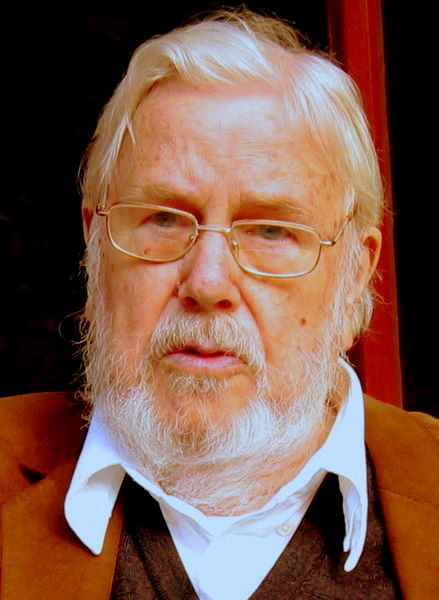
Dietrich von Denffer im 90sten Lebensjahr

Dietrich Albertus Enno Alexander von Denffer (* 8. Februar 1914 in Rostock; † 22. Dezember 2007 in Gießen) war ein deutscher Botaniker.

## Leben und Werk
Dietrich von Denffer studierte von 1933 bis 1939 Botanik an der Georg-August-Universität Göttingen, wo er am 24. November 1939 zum Dr. rer. nat. promoviert wurde. Zwischen 1937 und 1951 war er Assistent an den Universitäten Greifswald, Göttingen und Bonn. Am 3. August 1944 habilitierte er sich in Göttingen, wurde am 15. September 1945 zum Dozenten für das Fach Botanik und am 30. Juni 1949 zum außerordentlichen Professor ernannt.
Als Nachfolger von Ernst Küster wurde am 1. Juni 1951 zum ordentlichen Professor und Direktor des Botanischen Institutes an der Justus-Liebig-Hochschule berufen. Damit verbunden war die Leitung des Botanischen Gartens, für dessen umfassende Modernisierung (nach den Kriegszerstörungen) und Erweiterung er sich einsetzte. So erfolgte nach seinen Plänen der vollständige Neubau des Botanischen Institutes. Dem Botanischen Garten gab er ein neues Gesicht durch Umgestaltung der systematischen Abteilung und Neubau der Gewächshäuser, hinzu kamen eine historische und eine Heil- und Giftpflanzen-Abteilung. Er machte den ältesten Botanischen Garten Deutschlands, der sich noch am ursprünglichen Standort befindet, der Allgemeinheit zugänglicher, indem er verschönernde bauliche Maßnahmen vornahm und unter freiem Himmel öffentliche Serenadenabende durchführen ließ.

Smith, v. Witsch, v. Denffer, Harder (v. l. n. r.) 1955 Phoenix Arizona USA

Von Denffer wurde 1955 in Gießen Dekan der Naturwissenschaftlichen Fakultät. Er plante und erreichte deren Erweiterung als Naturwissenschaftlich-Philosophische Fakultät anlässlich des 350-jährigen Universitätsjubiläums und der damit verbundenen Wiederherstellung als Volluniversität. Anschließend war er der erste Dekan der erweiterten Fakultät. 1972 wurde er zum ersten Dekan des neu gegründeten Fachbereiches Biologie gewählt.
1954 verfilmte er die multiple Rankenbewegung. Von 1958 bis 1990 war von Denffer einer der Hauptautoren des internationalen Standardwerkes „Lehrbuch der Botanik für Hochschulen“ („Strasburger“), das in mehrere Sprachen übersetzt wurde. Er verfasste unter anderem die Einleitung und das Kapitel zu Morphologie. Zur bundeseinheitlichen Einführung des Diplom-Examens für Biologen im Nachkriegsdeutschland wurde ihm die Federführung übertragen. Von 1970 bis 1985 gehörte er zu den Herausgebern der Beiträge zur Biologie der Pflanzen. Mehrere Jahre stand er der Oberhessischen Gesellschaft für Natur- und Heilkunde vor und war 20 Jahre lang Vertrauensdozent zur Hochbegabtenförderung der Studienstiftung des deutschen Volkes.

## Familie

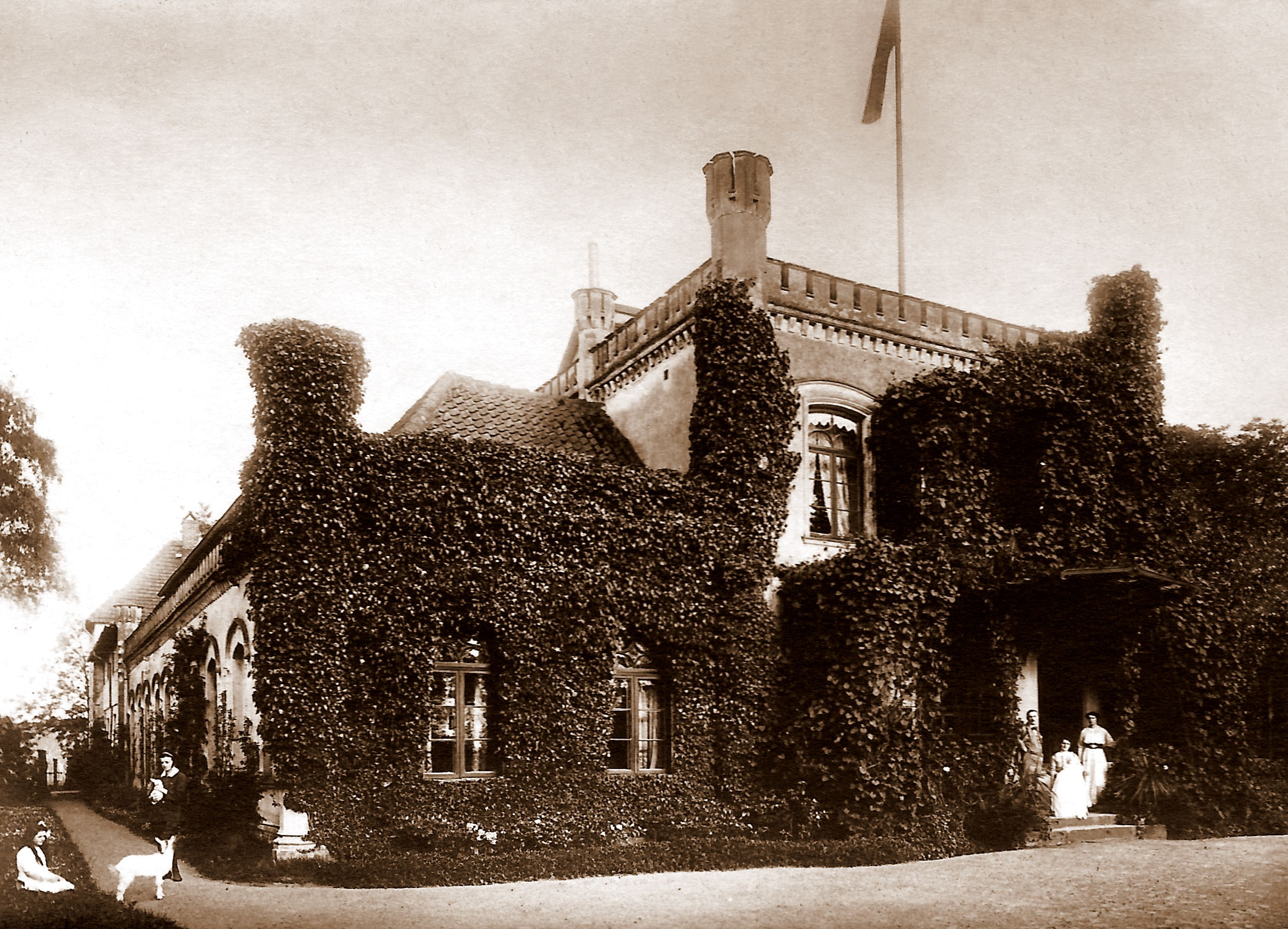
Rittergut Magdalenenlust, Dietrich von Denffers Elternhaus

Dietrich von Denffer stammte aus der ursprünglich deutsch-baltischen Adelsfamilie Denffer. Er war ein Urenkel von August von Denffer. Seine Ehefrau Brunhilde (gest. 1992) war Tochter des Göttinger Pianisten und Chorleiters Heinrich Henke. Aus der Ehe gingen drei Kinder hervor: Angela (* 5. Oktober 1941), Enno (* 4. Dezember 1947) und Christiane (* 13. November 1948).

## Schriften (Auswahl)
- Lehrbuch der Botanik für Hochschulen, Fischer, Stuttgart 1983, ISBN 3-437-20295-2 (begr. von Eduard Strasburger, Jena 1896)
- Pflanzenfeindschaft – Pflanzenfreundschaft (Parasitismus und Symbiose), Gießen 1954
- Das Altern aus der Sicht des Botanikers, Göttingen 1966
- Adolph Hansen (1851-1920). Botaniker, In: Hans Georg Gundel, Peter Moraw, Volker Press (Hrsg.): Gießener Gelehrte in der ersten Hälfte des 20. Jahrhunderts. Band 1, Elwert, Marburg 1982, S. 365–371.

## Filme
- Rankenbewegungen, Institut für den wissenschaftlichen Film (IWF), Göttingen 1954 (Schwarzweiß-Film, 16 mm): Teil 1: Grunderscheinungen; Teil 2: Reizort, Reizalter und Reaktionstypen.